# Big Pussy Bonpensiero
Salvatore "Big Pussy" Bonpensiero, (1945–2000) interpretado por Vincent Pastore, es un personaje ficticio de la serie de HBO, Los Soprano, creada por David Chase. Pussy fue uno de los soldados de la familia criminal Soprano y uno de los hombres de confianza de Tony Soprano hasta que comenzó a colaborar como confidente del FBI.

## Biografía
Hijo de Lino Bonpensiero, Salvatore Bonpensiero comenzó su carrera delictiva como ladrón de casas, por lo que recibió el apodo de "Big Pussy". Entró a formar parte de la familia criminal DiMeo como soldado tras el arresto en 1983 de Johnny Boy Soprano, padre de Tony Soprano. Tras la muerte de Johnny Soprano en 1986, Pussy se convirtió en capo de la familia y en íntimo amigo de Tony Soprano, que, junto a Paulie "Walnuts" Gualtieri y Silvio Dante formaron el brazo fuerte dentro del círculo de confianza de Tony.
Bonpensiero era un afable y devoto padre de familia, casado con Angie Bonpensiero y padre de tres hijos. Pero el dinero que le reportaba su carrera como mafioso no era suficiente para costear la educación de sus hijos, por lo que comenzó a traficar con heroína. El FBI descubrió sus actividades ilegales con la droga y se enfrentó a una pena de 30 años en prisión, pero accedió a trabajar como confidente federal.
En una de las conversaciones entre Tony y Vin Makazian —un policía de Newark confidente de Tony— éste revela que tiene un "traidor" en su organización que está colaborando con los federales. En el seno de la organización, Tony y su círculo sospechan de Pussy. En ese momento, Pussy comienza a sufrir graves dolores de espalda, por lo que se marchó una temporada a Puerto Rico a escondidas de la organización para tratarse de acupuntura, lo que alimenta aún más las sospechas de Tony y su círculo. Sin embargo, el delator resultó ser Jimmy Altieri. Tras varias semanas desaparecido, Pussy regresó a Nueva Jersey para pedir ser readmitido en la organización y "pedir explicaciones" por haber sido cuestionado en la familia como un "soplón".
A partir de ese momento, Pussy comenzó a ver asiduamente al agente del FBI Skip Lipari y transmitirle información de los movimientos de la organización criminal.
Una de las últimas y más importantes acciones de Pussy en la banda fue el descubrimiento del paradero de Matthew Bevilaqua, uno de los que intentaron asesinar a Christopher Moltisanti. Tony y Pussy ejecutaron a Bevilaqua, pero decidió no revelarlo en un primer momento a su agente en el FBI. En el último capítulo de la segunda temporada, "Distorsiones", Tony y Silvio van a casa de Pussy con la excusa de llevarle con ellos para comprar un barco. Durante las últimas noches, Tony había estado enfermo por una intoxicación alimentaria y lo utiliza para quedarse en el baño de Pussy y buscar micrófonos que delaten a su compañero. Finalmente encuentra los micrófonos y marchan al puerto para encontrarse con Paulie. Los tres asesinan a Pussy en el barco en alta mar.

## Asesinatos cometidos por Bonpensiero
- Jimmy Bones: asesinado a martillazos en la cabeza por Bonpensiero tras descubrir que estaba viendo a un agente del FBI (2000).
- Matthew Bevilaqua: ejecutado por Tony y Pussy por tratar de asesinar a Christopher (2000).

## Lecturas recomendadas
- The Sopranos: The Complete Book, 2007 HBO ISBN 1-933821-18-3
- Glen O. Gabbard, The Psychology of the Sopranos Love, Death, Desire and Betrayal in America's Favorite Gangster Family - Basic books, 2002
- Michael Hammond, Lucy Mazdon, The Contemporary Television Series, Edimburgh University Press, Edimburgo 2005
- Martha P. Nochinsom, Dying to Belong: Gangsters Movies in Hollywood and Hong Kong, Wiley Blackwell, 2007